# 시모헤이군

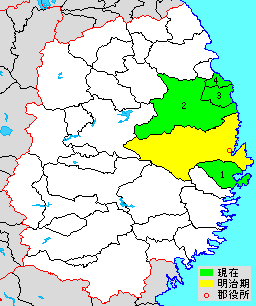
이와테현 시모헤이군의 위치(1.야마다정 2.이와이즈미정 3.다노하타촌 4.후다이촌)

시모헤이군(일본어: 下閉伊郡, しもへいぐん)은 일본 이와테현의 군이다.
인구 25,481명, 면적 1,481.02km², 인구밀도 17.2명/km².(2025년 3월 1일, 추계인구)
- 야마다정(山田町)
- 이와이즈미정(岩泉町)
- 다노하타촌(田野畑村)
- 후다이촌(普代村)

## 군역
1897년 행정 구역으로 발족 당시의 군역은, 위의 2정 2촌에 미야코시를 더한 구역에 해당한다.

## 역사

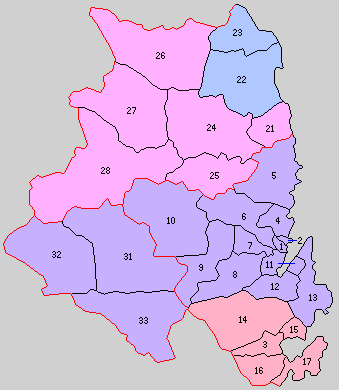
1.미야코정 2.구와가사키정 3.야마다정 4.사키야마촌 5.다로촌 6.야마구치촌 7.센토쿠촌 8.하나와촌 9.모이치촌 10.가리야촌 11.소케이촌 12.쓰가루이시촌 13.오모에촌 14.도요마네촌 15.오사와촌 16.오리카사촌 17.후나코시촌 21.오모토촌 22.다노하타촌 23.후다이촌 24.이와이즈미촌 25.우게이촌 26.앗카촌 27.고가와촌 28.오카와촌 31.가와이촌 32.가도마촌 33.오구니촌 (보라:미야코시 빨강:야마다정 분홍:이와이즈미정 파랑:합병 없음)

- 1897년 4월 1일 - 군제 시행에 따라, 기타헤이군·나카헤이군·히가시헤이군의 구역을 가지고 시모헤이군이 발족.
  - 구 기타헤이군(8촌) - 오모토촌(小本村)(현 이와이즈미정), 다노하타촌(田野畑村)(현존), 후다이촌(普代村)(현존), 이와이즈미촌(岩泉村), 우게이촌(有芸村), 앗카촌(安家村), 고가와촌(小川村), 오카와촌(大川村)(현 이와이즈미정)
  - 구 나카헤이군(3촌) - 가와이촌(川井村), 가도마촌(門馬村), 오구니촌(小国村)(현 미야코시)
  - 구 히가시헤이군(3정 14촌) - 미야코정(宮古町), 구와가사키정(鍬ヶ崎町)(현 미야코시), 야마다정(山田町)(현존), 사키야마촌(崎山村), 다로촌(田老村), 야마구치촌(山口村), 센토쿠촌(千徳村), 하나와촌(花輪村), 모이치촌(茂市村), 가리야촌(刈屋村), 소케이촌(磯鶏村), 쓰가루이시촌(津軽石村), 오모에촌(重茂村)(현 미야코시), 도요마네촌(豊間根村), 오사와촌(大沢村), 오리카사촌(織笠村), 후나코시촌(船越村)(현 야마다정)
- 1922년 8월 1일 - 이와이즈미촌이 정제 시행으로 이와이즈미정(岩泉町)이 됨.(4정 24촌)
- 1924년 4월 1일 - 미야코정·구와가사키정이 합병하여, 새로이 미야코정이 발족.(3정 24촌)
- 1941년 2월 11일 - 미야코정·소케이촌·센토쿠촌·야마구치촌이 합병하여, 미야코시(宮古市)가 발족, 군에서 이탈.(2정 21촌)
- 1944년 3월 10일 - 다로촌이 정제 시행으로 다로정(田老町)이 됨.(3정 20촌)
- 1955년
  - 2월 1일 - 모이치촌·가리야촌이 합병하여, 니사토촌(新里村)이 발족.(3정 19촌)
  - 3월 1일 - 야마다정·오사와촌·오리카사촌·도요마네촌·후나코시촌이 합병하여, 새로이 야마다정이 발족.(3정 15촌)
  - 4월 1일 - 사키야마촌·오모에촌·쓰가루이시촌·하나와촌이 미야코시에 편입.(3정 11촌)
  - 7월 1일 - 가와이촌·오구니촌·가도마촌이 합병하여, 새로이 가와이촌이 발족.(3정 9촌)
- 1956년 9월 30일 - 이와이즈미정·앗카촌·우게이촌·오카와촌·오모토촌이 합병하여, 새로이 이와이즈미정이 발족.(3정 5촌)
- 1957년)4월 1일 - 고가와촌이 이와이즈미정에 편입.(3정 4촌)
- 2005년 6월 6일 - 다로정·니사토촌이 미야코시와 합병하여, 새로이 미야코시가 발족, 군에서 이탈.(2정 3촌)
- 2010년 1월 1일 - 가와이촌이 미야코시에 편입.(2정 2촌)

## 참고 문헌
- 《가도카와 일본 지명 대사전》 편집위원회, 편집. (1985년 2월 7일). 《가도카와 일본 지명 대사전》. 3 이와테현. 가도카와 쇼텐. ISBN 4040010302.

## 같이 보기
- 헤이군 (이와테현)
- 가미헤이군